# Willem Vermeend
Wilhelmus Adrianus Franciscus Gabriël Vermeend dit Willem Vermeend, né le 21 décembre 1948 à Zuilen (Utrecht), est un homme politique néerlandais membre du Parti travailliste (PvdA). Sous la direction de Wim Kok, il occupe les fonctions de secrétaire d'État aux Affaires fiscales et ministre des Affaires sociales.

## Formation et carrière
Il achève ses études secondaires en 1972, puis étudie pendant deux ans le droit fiscal à l'université royale de Groningue. En 1975, il devient pour neuf ans associé de recherche, puis maître de conférences, en droit fiscal à l'université royale de Leyde, où il obtient un doctorat de droit en 1983.
Ayant cessé son activité professionnelle en 1984, il la reprend en 1991, en tant que professeur à temps partiel de droit fiscal à l'université de Groningue, où il reste trois ans, et de droit fiscal européen à l'université de Maastricht, qu'il quitte en 1993. Il y revient neuf ans plus tard pour occuper un poste de professeur de droit fiscal européen et d'économie fiscale.
Il cumule cette activité avec des postes de consultant au cabinet Meeus Groep, spécialisé dans la gestion financière et les conseils en marketing, entre 2003 et 2005, et chez Boer & Croon Process Managers Group, depuis 2003.

## Vie politique

### Au sein du PvdA
Après avoir été trésorier du Parti du travail (PvdA) dans la province de Hollande-Méridionale jusqu'en 1981, il est choisi pour occuper ce poste au niveau national pendant huit ans. À l'issue de ce mandat, il intègre le bureau, dont il reste membre jusqu'en 1994.

### Député
Il entre à la seconde Chambre des États Généraux en 1984 en tant que suppléant, et est désigné trois ans plus tard vice-président de la commission des pétitions. Il le reste jusqu'en 1989, lorsqu'il est élu président de la commission de contrôle des dépenses publiques et vice-président de la commission parlementaire des Affaires des Antilles néerlandaises et d'Aruba.

### Au gouvernement
Nommé secrétaire d'État aux Affaires fiscales, au sein du ministère des Finances, le 22 août 1994, dans la première coalition violette du social-démocrate Wim Kok, il est réélu député lors des élections législatives du 6 mai 1998, et reconduit dans ses fonctions le 3 août suivant. Le 24 mars 2000, Willem Vermeend est choisi comme ministre des Affaires sociales et de l'Emploi, et occupe ce poste jusqu'à la démission collective du gouvernement, le 16 avril 2002. Il est réélu aux élections du 15 mai et continue d'exercer l'intérim de son département ministériel jusqu'au 22 juillet. Il se retire de la vie politique quatre jours plus tard.